# Corpo de Conhecimento de Análise de Negócios
O Guia Business Analysis Body of Knowledge, também conhecido como BABOK é um conjunto de melhores práticas em análise de negócios (português europeu) ou  (português brasileiro) publicado pelo International Institute of Business Analysis (IIBA) promovendo a estrutura para descrever as áreas de conhecimento, associado à atividades, tarefas e técnicas requeridas constituindo a Base de Conhecimento em Análise de Negócios do IIBA. Estas práticas são compiladas na forma de um guia, chamado de Guia do Conjunto de Conhecimentos em Análise de Negócios, ou Guia BABOK.
De acordo com a Integração do Modelo de Maturidade e Capacidade, organizações interessadas no processo de melhoria precisam adotar padrões da indústria da Base de Conhecimento em Análise de Negócios (e outras referências associadas) para aprimorar as entregas de projeto de um nível ad-hoc, para um nível gerenciado.

## Versões
- Versão 1 - lançada em junho de 2006.
- Versão 2 - lançada em março de 2009.
- Versão 3 - lançada em abril de 2015.

## Definição
O Guia BABOK é o guia que identifica um subconjunto num conjunto de conhecimentos em análise de negócios, que é amplamente reconhecido como boa prática, sendo em razão disso, utilizado como base pelo International Institute of Business Analysis (IIBA). Para ser feita uma boa prática, os conhecimentos e as práticas não precisam ser aplicadas uniformemente a todo o trabalho da análise de negócios, sem considerar se são ou não apropriados.
O Guia BABOK também fornece e promove um vocabulário comum para se discutir, escrever e aplicar a análise de negócios possibilitando o intercâmbio eficiente de informações entre os profissionais de análise de negócios.
O guia é baseado em tarefas e atividades para descrever de forma organizada o trabalho a ser realizado durante as atividades da análise de negócios. As atividades descritas se relacionam e interagem durante a condução do trabalho e a descrição de cada um deles é feita em termos de:
- Entradas (documentos, planos, desenhos, etc.);
- Ferramentas e técnicas (que se aplicam as entradas);
- Elementos
- Saídas (documentos, produtos, etc.)

A versão 2 (ano 2009) do guia, cita 6 áreas de conhecimento e um capítulo de competências fundamentais.
- Descrição das seis áreas de conhecimento da Análise de Negócios:

1. Planejamento e Monitoramento da Análise de Negócios
2. Gerenciamento e Comunicação dos Requisitos
3. /Análise Corporativa
4. Análise de requisitos
5. Avaliação e Validação da Solução
6. Competências Fundamentais